# Berik Abdrajmanov
Berik Abdrajmanov (en kazajo: Берік Абдрахманов; Shevchenko, URSS, 20 de junio de 1986) es un deportista kazajo que compitió en boxeo. Ganó una medalla de bronce en el Campeonato Mundial de Boxeo Aficionado de 2013, en el peso ligero.

## Palmarés internacional
| Campeonato Mundial | Campeonato Mundial  | Campeonato Mundial | Campeonato Mundial |
| Año                | Lugar               | Medalla            | Categoría          |
| ------------------ | ------------------- | ------------------ | ------------------ |
| 2013               | Almaty (Kazajistán) | Medalla de bronce  | 60 kg              |